# 숲자이언트다람쥐
숲자이언트다람쥐 또는 스탠저다람쥐(Protoxerus stangeri)는 다람쥐과에 속하는 설치류의 일종이다. 앙골라와 베넹, 부룬디, 카메룬, 중앙아프리카공화국, 콩고, 콩고민주공화국, 코트디부아르, 적도기니, 가봉, 가나, 케냐, 라이베리아, 나이지리아, 르완다, 시에라리온, 탄자니아, 토고, 우간다에서 발견된다. 자연 서식지는 아열대 또는 열대 기후 지역의 습윤 저지대 숲과 농장 지역이다.

## 아종
12종의 아종이 알려져 있다.
| - P. s. stangeri - P. s. bea - P. s. centricola - P. s. cooperi | - P. s. eborivorus - P. s. kabobo - P. s. kwango - P. s. loandae | - P. s. nigeriae - P. s. personatus - P. s. signatus - P. s. temminckii |